# 존 딜
존 딜(John Diehl, 1950년 5월 1일 ~ )는 미국의 배우이다.

## 출연 작품

### 영화
- 괴짜들의 병영 일지 (1981)
- 닉슨 (1995)
- 여기보다 어딘가에 (1999)
- 쥬라기 공원 3 (2001)
- 랜드 오브 플렌티 (2004)

### 텔레비전
- 마이애미의 두 형사 (1984-87)
- 쉴드: XX 강력반 (2002-05)